# What Have You Done for Me Lately
«What Have You Done for Me Lately» — песня американской певицы Джанет Джексон, написанная Джексон и её продюсерами Джимми Джемом и Терри Льюисом. 13 января 1986 года песня была выпущена лейблом A&M как первый сингл с её третьего студийного альбома Control (1986). После двух неуспешных альбомов и смены менеджмента певица стала работать над новым альбомом. «What Have You Done for Me Lately» была первоначало написана для альбома самих Джема и Льюиса, но в итоге текст песни был переписан с целью передачи чувств Джексон после её недавнего развода с Джеймсом ДеБарджем, в январе 1985 года. Песня посвящена отношениям, которые плохо развиваются, потому что человек прилагает недостаточно усилий, чтобы понравиться певице.
Рецензии на «What Have You Done for Me Lately» были положительными; музыкальные критики отметили, что Джанет заменила свой прежний «поп-наивный имидж» первых двух альбомов на образ «независимой женщины». Композиция получила номинации в категориях «Лучшее женское исполнение в жанре R&B» и «Лучшая песня в жанре R&B» на премии «Грэмми» 1987 года, где Джексон вживую исполнила песню. Сингл достиг 4-го места в чарте Billboard Hot 100 и получил золотую сертификацию от RIAA. Песня также достигла #1 в Нидерландах и топ-10 в Германии, Швейцарии и Великобритании.
Песня стала одним из наиболее известных синглов 1980-х гг. Она внесена в рейтинги «500 величайших песен с момента вашего рождения» издания Blender и «Лучшие синглы 1980-х гг.» интернет-журнала Slant Magazine. Российский журнал «Афиша» отметил «What Have You Done for Me Lately», как один из главных моментов в истории современного ритм-н-блюза.
Музыкальное видео на «What Have You Done for Me Lately» было снято Брайаном Джонсом и Пирсом Эшвортом, над хореографией работала певица Пола Абдул. В клипе Джексон идет к небольшому ресторану со своими друзьями, чтобы поговорить о своих проблемах в отношениях. Видео получило награду за «Лучшее музыкальное R&B/Соул или Рэп видео» на премии Soul Train Music Awards в 1987 году. Джанет исполняла песню на всех её турах, последний раз на сегодня — во время тура Number Ones, Up Close and Personal в 2011 году. «What Have You Done for Me Lately» была использована в качестве семпла и перепета различными артистами, а также расценивается как один из ключевых синглов Джанет, благодаря которому она достигла успеха.

## Предыстория
После заключения контракта с A&M Records в 1982 году 16-летняя Джанет под руководством своего отца, Джозефа, записала два неуспешных альбома, Janet Jackson и Dream Street. Исполнительница постоянно конфликтовала с продюсерами и пыталась вырваться из под опеки своего отца. Первое время Джанет не хотела комментировать начало своей музыкальной карьеры, однако позже она объясняла свою позицию: «Я выступала в телевизионном шоу, которое я абсолютно ненавидела — Fame. Я не хотела записывать [первый альбом, Janet Jackson]. Я хотела пойти в колледж. Но я сделала это ради моего отца…». Помимо профессиональных неурядиц, она также воспротивилась воли своей семьи, когда вышла замуж за Джэймса ДеБарджа в 1984 году. Джексоны были настроены против этих отношений, отмечая незрелость ДеБарджа и его увлечение наркотиками. Джанет вскоре ушла от него и их брак был аннулирован в конце 1985 года.
В итоге Джексон уволила своего отца с поста менеджера и наняла Джона Макклейна, на тот момент главного президента отдела артистов и репертуара и генерального менеджера A&M Records. Комментируя своё решение, она говорила, что «просто хотела уйти из дома, из-под влияния отца, и это было одной из самых трудных задач, которые мне предстояло выполнить: сказать ему, что больше не хочу работать с ним». Джозеф Джексон же считал, что Макклейн намеренно настроил Джанет против него. Макклейн прокомментировал это так: «Я не планирую сдавать Джанет Джексон в аренду и красть её у отца». Вскоре он представил Джанет продюсерскому дуэту Джэймса «Джимми Джэма» Харриса и Терри Льюиса, которые до этого работали с Принсем и являлись участниками группы The Time

## Запись и релиз
Перед тем, как присоединиться к команде Джанет, Джем и Льюис планировали сделать альбом из тех треков, которые они записали для Шэрон Бринт, но она посчитала их тексты и музыку слишком «буйными». Джексон одобрила представленный материал и трио приступило к доработке песен и записи. Джозеф Джексон требовал, чтобы запись альбома велась в Лос-Анджелес, чтобы он мог присматривать за дочерью, но Джем и Льюис отказались. Они настояли на том, чтобы запись прошла в их собственной студии в Миннеаполисе, «подальше от блеска и пороков Голливуда и вмешательства отцов-менеджеров». Control был записан на студии Flyte Tyme, студии Джема и Льюиса в Миннеаполисе для их собственного лейбла Flyte Tyme Records. Джексон записала целый альбом, но руководитель A&M Records и её менеджер настоял на записи ещё одной танцевальной песни. Тогда Джанет вернулась в Миннеаполис и записала «What Have You Done for Me Lately». Джем вспоминал: «Она сидела в комнате и сказала, 'Парень, это классный трек. Для кого он?' И мы сказали, 'Это для тебя', и она ответила, 'О, классно'. Я думаю, она была очень рада, когда услышала песню». Это была последняя песня, записанная для альбома. Джексон также вспоминала, как во время записи альбома её однажды напугали мужчины, околачивавшиеся возле её отеля. Она говорила: «Я возвращалась домой, когда двое парней стали преследовать меня на улице… Вместо того, чтобы побежать за помощью к Джимми или Терри, я приняла боевую стойку. И они отступили. Так родились песни „Nasty“ и „What Have You Done for Me Lately“ — из чувства самозащиты».
«What Have You Done for Me Lately» изначально предназначалась для собственного альбома Джема и Льюиса. Джанет переписала текст, чтобы показать те чувства, которые она испытывала в связи с расставанием с Джеймсом ДеБаржем и другими изменениями в её жизни. Джеймс и Льюис выбрали песню как первый сингл из альбома, поскольку, по их мнению, она наиболее точно отражала взгляды Джексон на жизнь, на её прошлое и настоящее. Релиз сингла прошёл в январе 1986 года в США, а в марте того же года — в Великобритании.

## Композиция
Музыкально, «What Have You Done for Me Lately» — танцевальная песня. Она начинается с разговора с одним из её друзей, который задает Джексон вопрос, стоящий в названии песни. Певица спрашивает, почему её возлюбленный уже не так внимателен к ней, как раньше. Он не интересуется и пренебрегает ей, а она называет его «неудачником» в ответ. «Я никогда не прошу больше, чем заслуживаю, ты знаешь, что это правда. Ты, кажется, думаешь, что ты — Бог на этой земле. Я же говорю, что нет», поет Джексон. Веда А. МакКой в книге Lifepower: Six Winning Strategies to a Life of Purpose, Passion & Power отмечает, что песня напомнила о том, что «жизнь больше чем то, что ты говоришь. Жизнь это также то, что ты делаешь». Журнал Vibe считает, что с «What Have You Done for Me Lately» Джексон поддерживает мужчин. Крис Смит из New York Magazine назвал припев песни «по-настоящему воинственным».

## Реакция критики
Роб Хорбург из Rolling Stone посчитал, что «What Have You Done for Me Lately», как и «Nasty», развеяли «поп-инженю имидж» двух предыдущих альбомов Джексон. Конни Джонсон, критик Los Angeles Times, похвалил песню, описав её как храбрую и захватывающую. Эрик Хендерсон из Slant Magazine описал её, как «женский гимн равноправию полов» и отмечал, что она предвосхитила «No Scrubs» группы TLC более чем на десятилетие. Песня имела положительно оценённую схожесть с другими записями, отстаивавшими признание женских прав, выпущенными афро-американскими певицами в то время. Композицию сравнивали с «New Attitude» Пэтти ЛаБелль, «Better Be Good to Me» Тины Тёрнер и «Sisters Are Doin' It for Themselves» Ареты Франклин (в дуэте с Eurythmics). Опра Уинфри говорила: «Всё что вы можете увидеть в сфере искусства и развлечений, так это то, что чёрные женщины интернализируют идею силы и гордости темнокожих… Чёрные женщины стали прислушиваться к своим внутренним сигналам, а не к мнению общества или даже к идеям чёрного сообщества, какими они должны быть».
На 29-й премии «Грэмми» композиция получила номинацию в категории «Лучшая песня в стиле ритм-н-блюз», но проиграла песне «Sweet Love» Аниты Бейкер. По итогам года песня была внесена английским журналом Face в рейтинг «Синглы года» на 31-ю позицию, а в аналогичном списке журнала New Musical Express она заняла 38-ю строчку. «What Have You Done for Me Lately» была внесена изданием Blender в рейтинг «500 величайших песен с момента вашего рождения», где заняла 341-е место. Редакция интернет-издания Slant Magazine внесла песню в рейтинг «Лучшие синглы 1980-х гг.», поместив его на 80-ю строчку и написав, что «What Have You Done for Me Lately» вошла в число самых ярких примеров самовыражения Джексон. В журнале «Афиша» «What Have You Done for Me Lately» была отмечена, как один из главных моментов в истории современного ритм-н-блюза. Алексей Алеев писал о её значении: «„What Have You Done for Me Lately“… …не просто большой R’n’B-хит со всеми характерными признаками, но ещё и громкое заявление в адрес мужчин от лица всех женщин, настоящий феминистский манифест… …Группа Destiny’s Child фактически началась с этой песни».

## Коммерческий успех
«What Have You Done for Me Lately» стал для Джексон прорывным синглом, дебютировав в чартах США 22 февраля 1986 года с 95-й строчки. Песня стала первым топ-10 синглом для певицы в Америке, достигнув 4-й позиции в Billboard Hot 100 и проведя в нём 21 неделю. 22 марта сингл возглавил Hot R&B/Hip-Hop Songs на две недели. «What Have You Done for Me Lately» также достиг 3-го места в чарте продаж синглов Hot 100 Singles Sales, 2-го в чарте танцевальных композиций Hot Dance Club Songs и 8-го места в чарте радиоротаций Hot 100 Airplay. Сингл стал первой сертифицированной записью Джексон в США, получив от RIAA золотой сертификат за 1 миллион отгруженных в магазины экземпляров.
В Канаде сингл дебютировал 29 марта 1986 года с 92 места. 14 июня песня расположилась на 6-м месте, став первым топ-10 хитом Джанет в этой стране, проведя в общей сложности 24 недели в чарте. Песня стала 53-й в чарте по итогам 1986 года в Канаде.
В Великобритании песня дебютировала в UK Singles Chart с 67-й позиции и в итоге расположилась на 3-м месте 3 мая 1986 года. Сингл провел в чарте 14 недель и получил серебряный сертификат за продажи свыше 200 000 копий. В Новой Зеландии сингл дебютировал и расположился на 27 месте, оставаясь в чарте в течение 9 недель. В Австралии песня дебютировала с 38-й позиции и достигла 6 места, проведя в чарте 12 недель. В Нидерландах песня стала первым #1 синглом Джанет, задержавшись на 1 месте 3 недели. Песня также достигла топ-10 в Бельгии, Германии, Ирландии и Швейцарии.
По итогам 1986 года «What Have You Done for Me Lately» занял 43-е место в годовом американском чарте Hot 100, 13-е место в Hot R&B/Hip-Hop Songs, 20-е в чарте продаж танцевальных синглов и альбомов и 28-е в чарте проигрываний танцевальных треков. Джексон была признана журналом Billboard «Темнокожим артистом года», «Сингловым поп-артистом года», «Сингловой поп-исполнительницей года» и «Сингловым темнокожим артистом года».

## Музыкальное видео
Видео на «What Have You Done for Me Lately» было снято Брайаном Джонсом и Пирсом Эшвортом в декабре 1985 года. Хореографом видео была Пола Абдул, которая также появляется в видео среди друзей Джексон. Согласно статье журнала Jet 1990 года, в видео Абдул «объединила сексуальную энергию с классными, очаровательными движениями. Эта комбинация помогала Джанет получить статус сексуальной суперзвезды. Любой, кто видел видео, отмечал тот факт, что Джанет была, действительно, взрослой женщиной». В видео также снялась Тина Лэндон, которая позже станет хореографом Джексон. В своей автобиографии, True You, Джанет говорит, что её лейбл считал важным, чтобы она казалась более худой в видео:
«Я слышала это всю свою жизнь, но при таком напряжении, на взлёте моей карьеры, у меня не было сил спорить. […] Мы [я и Пола Абдул] расположились дома и провели недели, тренируясь. […] Я была столь же мотивирована как всегда, чтобы преуспеть. […] Я чувствовал себя хорошо, когда мы закончили. Мне нравилось получать комплименты о моей „новой“ фигуре. Я снимала видео и одновременно фактически изменяла свой образ».
Видел было впервые показано на канале BET 17 февраля 1986 года. В видео, Джексон идет к небольшому ресторану со своими друзьями, чтобы говорить о своих проблемах в отношениях. Её парень (роль исполнил Руди Хьюстон) обнаруживается там со своими друзьями, и Джексон решает поговорить с ним о своих чувствах. В видео, мир Джексон — темный мир в серых тонах. В её мыслях, мир более яркий и двухмерный.
Видео получило награду за «Лучшее музыкальное R&B/Соул или Рэп видео» на премии Soul Train Music Awards в 1987 году.

## Выступления
Джексон исполнила «What Have You Done for Me Lately» на Soul Train 29 марта 1986 года. Она также спела песню вживую на премии Грэмми 1987 года, одевшись в чёрный костюм, вместе с Джемом и Льюисом и танцорами. Она также исполняла песню во время всех её туров. В туре Rhythm Nation 1814 World Tour 1990 года песня была третьей в сет-листе. Она выступала с коллегами — танцорами Тиной Лэндон и Карен Оуэнс, после чего Джанет пела «Let's Wait Awhile». В Janet World Tour, начавшемся в 1993 году и продолжавшимся в течение двух лет, песня была второй и исполнялась вместе с «Nasty». Джон Пэрелес из The New York Times отметил, что Джексон стала лучше как вокалистка, по сравнению с последним туром. В «What Have You Done for Me Lately» у неё были новые вокальные партии, которые отличались от оригинальной версии песни.
Песня исполнялась как часть попурри вместе с «Control», «The Pleasure Principle», «Nasty» и «Throb» во время турне The Velvet Rope Tour в 1998 году. Попурри на шоу 11 октября 1998 года в Нью-Йорке, в Мэдисон-сквер-гарден, было показано во время специальной трансляции на канале HBO — The Velvet Rope: Live in Madison Square Garden. Номер также представлен на DVD-релизе с записью тура The Velvet Rope Tour – Live in Concert 1999 года. Во время All for You Tour в 2001 и 2002 «What Have You Done for Me Lately» была исполнена в переработанной версии, как часть попурри с «Control» и «Nasty». Дениз Шеппард из Rolling Stone сказал, что этот номер был «другим фаворитом толпы; возможно, лучше всего это назвать как 'горькая' часть ночи», также добавив, что «эта певица, выступающая на сцене в течение 28 лет, знает, что хочет зритель, и дает ему это». Последний концерт турне прошёл 16 февраля 2002 года на стадионе Aloha Stadium на Гавайях и был показан на HBO. Это запись позже вышла на DVD Janet: Live in Hawaii.
Свой первый тур за семь лет, Rock Witchu Tour, Джанет решила открывать с попурри из песен «The Pleasure Principle», «Control» и «What Have You Done for Me Lately». После интерлюдии Джексон с прической в стиле ирокез выходит на сцену, сопровождаемая фейерверком и дымом, и исполняет попурри. В рамках промокампании своей второй компиляции Number Ones певица исполнила восьмиминутный номер из шести хитов на премии American Music Awards 2009. Номер состоял из «Control», «Miss You Much», «What Have You Done for Me Lately», «If», «Make Me» и заканчивался с «Together Again». Выступление было встречено аплодисментами и овациями от аудитории. На музыкальном фестивале 2010 года, Essence Music Festival, в Новом Орлеане, Луизиана, Джексон также включила «What Have You Done for Me Lately» в сет-лист. В туре 2011 года Number Ones, Up Close and Personal песня была третьей в сет-листе. Во время номера она носила металлический кэтсьют. 30 августа песня была посвящена Портленду — это часть концерта, во время которого Джанет посвящала какую-либо песню городу, где проходило шоу.

## Использование в медиа
На «What Have You Done for Me Lately», в особенности название, ссылается фильм 1987 года Эдди Мёрфи «Как есть». «What Have You Done for Me Lately» — общий вопрос, который задают женщины своим партнерам перед расставанием. Песня звучит в телевизионном фильме Диснея 1989 года Ловушка для родителей 3, когда Джесси (Моника Крил) исполняет пародийный танец под названием «The Jackson 3», пародии на The Jackson 5, напевая песню. Американский музыкант Принс использовал элементы песни во время исполнения своей песни «Partyman» в течение его тура 1990 года Nude Tour. Он вновь спел «What Have You Done for Me Lately» в конце 2013 года во время концерта в Анкэзвилле, Коннектикут. Сестра Джанет Ла Тойя Джексон использовала семпл песни на треке «Wild Side» со своего альбома 1991 года No Relations. Песня исполнялась героями комедии 1993 года Действуй, сестра 2 и была перепета американской соул группой Sharon Jones & The Dap-Kings в 2002 году для их дебютного альбома, Dap Dippin' with Sharon Jones and the Dap-Kings.
«What Have You Done for Me Lately» расценивается как один из ключевых синглов певицы, который помог стать ей известной. Песня стала 341-й в списке журнала Blender «500 величайших песен с тех пор, как ты родился». В 2012 году Майк Стэвер написал в книге Leadership Isn’t For Cowards: How to Drive Performance by Challenging People, что, «'What Have You Done for Me Lately' не просто какая-то старая песня Джанет Джексон, это вечная мелодия, которую поют лидеры каждый день».

## Чарты и сертификации
| Чарт (1986)                         | Высшая позиция |
| ----------------------------------- | -------------- |
| Австралия                           | 4              |
| Бельгия                             | 7              |
| Канада                              | 4              |
| Нидерланды                          | 1              |
| Германия                            | 8              |
| Ирландия                            | 10             |
| Новая зеландия                      | 27             |
| ЮАР                                 | 19             |
| Швейцария                           | 9              |
| Великобритания                      | 3              |
| США Billboard Hot 100               | 4              |
| США Billboard Hot R&B/Hip-Hop Songs | 1              |
| США Billboard Hot 100 Singles Sales | 3              |
| США Billboard Hot 100 Airplay       | 8              |

| Годовой чарт (1986)                         | Позиция |
| ------------------------------------------- | ------- |
| Австралия                                   | 61      |
| Канада                                      | 53      |
| Дания                                       | 39      |
| США (Billboard Top Black Singles)           | 13      |
| США (Billboard Top Dance Club Play Singles) | 28      |
| США (Billboard Top Dance Sales Singles)     | 21      |
| США (Billboard Top Pop Singles)             | 43      |

| Страна         | Сертификат |
| -------------- | ---------- |
| США            | Золотой    |
| Австралия      | Золотой    |
| Канада         | Золотой    |
| Великобритания | Серебряный |